# Hermann Sachse

Hermann Sachse

Hermann Gottfried Sachse (* 29. Januar 1862 in Stein; † 13. Oktober 1942 in Hartenstein) war ein deutscher Politiker der SPD und Gewerkschaftsfunktionär.

## Leben und Beruf
Nach dem Besuch der Volksschule in Wildbach absolvierte Sachse von 1876 bis 1879 eine Stellmacherlehre in Niederplanitz. Von 1880 bis 1892 arbeitete er zunächst als Bergarbeiter, später als Hüttenarbeiter. 1892 wurde er Vorsitzender des Verbandes sächsischer Berg- und Hüttenarbeiter. Von 1895 bis 1902 arbeitete er für die Beerdigungskasse „Glückauf“ in Zwickau. 1902 übernahm er den Vorsitz des Verbandes des Bergarbeiter Deutschlands und wurde 1911 auch Mitglied der Zentralkommission der Gewerkschaften Deutschlands. 1920 legte er den Vorsitz des Bergarbeiterverbandes nieder und wurde in dessen Auftrag Arbeitnehmervertreter beim Kalisyndikat.
In der Zeit des Nationalsozialismus musste Sachse mehrere Haussuchungen und eine mehrwöchige Gefängnishaft über sich ergehen lassen.

## Abgeordneter
Sachse war von 1896 bis 1902 Gemeinderat in Niederplanitz. Bei der Reichstagswahl 1898 wurde er im Wahlkreis Waldenburg (Provinz Schlesien) erstmals in den Reichstag des Kaiserreiches gewählt und gehörte ihm bis 1918 an. 1919/20 war er Mitglied der Weimarer Nationalversammlung.